# Saint-Michel-d’Euzet
Saint-Michel-d’Euzet település Franciaországban, Gard megyében. Lakosainak száma 719 fő (2022. január 1.). Saint-Michel-d’Euzet Carsan, La Roque-sur-Cèze, Sabran, Saint-Gervais, Saint-Laurent-de-Carnols és Saint-Paulet-de-Caisson községekkel határos.

## Népesség
A település népessége az elmúlt években az alábbi módon változott:
| Lakosok száma | 309  | 467  | 512  | 588  | 613  | 623  | 636  | 657  | 664  | 719  |
|               | 1968 | 1982 | 1990 | 2006 | 2013 | 2015 | 2017 | 2019 | 2020 | 2022 |